# 承継人
承継人（しょうけいにん）とは、親や第三者などから、権利や地位を受け継いだ人のこと。

## 一般承継人
死亡した自然人（被相続人）、法人においては合併により消滅または分割によって帰属していた権利義務の法律関係を全部又は割合的に、法律関係を特定しないで一般的に承継している者。

## 特定承継人
特定承継を受ける者のことで、他人の権利義務を個別的に取得する者。
- 例えば、売買、交換、贈与等での承継により権利義務を取得した者があげられる。

## 包括承継人
他者の権利義務の一切を（まとめて）取得する者。
- 例えば、自然人においては相続人、法人であれば他の法人を買収した法人があげられる。

## 被承継人
権利義務を承継される者。（例えば、被相続人があげられる）
- 承継する者は「承継人」である。

## その他
「帰属の一身専属権」は譲渡・相続の対象にならない権利である。
- 民法（896条但書)